# Ko Yong-hui
Ko Yong-hui (em coreano:고용희; hanja: 高容姬; Osaka, 26 de junho de 1952 — Villejuif, 24 de maio de 2004), também escrito Ko Young-hee, foi uma das esposas do líder norte-coreano Kim Jong-il e a mãe do atual líder da Coreia do Norte, Kim Jong-un. Na Coreia do Norte ela é referida apenas com títulos como "A Mãe Respeitada que é o 'Sujeito' Mais Fiel e Leal ao Querido Líder Camarada Comandante Supremo", "A Mãe de Pyongyang" e "A Mãe da Grande Coreia Songun".

## Biografia
Ko Yong-hui nasceu em Osaka, Japão. Sua mãe era japonesa e seu pai coreano. A data de nascimento de Ko e seu nome japonês nos registros oficiais japoneses são 26 de junho de 1952 e Takada Hime, respectivamente. Seu pai, Ko Gyon-tek, trabalhava em uma fábrica de costura de Osaka, administrada pelo Ministério da Guerra do Japão. Ela, junto com sua família, mudou-se para a Coreia do Norte em maio de 1961 ou em 1962, como parte de um programa de repatriamento. No início dos anos 1970 ela começou a trabalhar como dançarina para a Trupe de Arte Mansudae em Pyongyang. Sua irmã mais nova, Ko Yong-suk, pediu asilo na embaixada dos EUA em Berna, na Suíça, enquanto ela morava lá cuidando de Kim Jong-un durante seus dias de escola, de acordo com o Serviço de Inteligência Nacional da Coreia do Sul; Autoridades dos EUA organizaram a saída de Ko Yong-suk do país sem consultar as autoridades sul-coreanas.
Acredita-se que Ko e Kim Jong-il se conheceram em 1972. Em 1981 Ko deu à luz a seu primeiro filho com Kim, Kim Jong-chul. Ele foi o terceiro filho de Kim Jong-il, depois de Kim Jong-nam (nascido em 1971 de Song Hye Rim) e da filha Kim Sol-song (nascida em 1974 de Kim Young-sook).
Em 27 de agosto de 2004, várias fontes informaram que ela havia morrido em Paris por uma doença não especificada, provavelmente por câncer de mama. No entanto existe outro relatório afirmando que ela foi tratada em Paris na primavera de 2004 e voou de volta para Pyongyang, onde entrou em coma e morreu em agosto de 2004.
Em 2012, Kim Jong-un construiu um túmulo para Ko no Monte Taesong.

## Culto à personalidade
Sob o sistema de categorias songbun da Coreia do Norte, a herança coreana-japonesa de Ko a faria parte da classe "hostil" mais baixa. Além disso, seu pai trabalhava em uma fábrica de costura para o Exército Imperial Japonês, o que lhe daria as "mais baixas qualidades de status imagináveis" para um norte-coreano.
A construção de um culto à personalidade em torno de Ko é problemática por causa de seu ruim status songbun, apesar do mesmo geralmente ser transmitido pelo pai. Tornar sua identidade pública minaria a "linhagem pura" da dinastia Kim.
Após a morte de Kim Jong-il, suas informações pessoais, incluindo o nome, tornaram-se segredos de Estado. O nome real de Ko e outros detalhes pessoais não foram revelados publicamente na Coreia do Norte e ela é conhecida como "Mãe da Grande Coreia Songun" ou "Grande Mãe". O filme de propaganda mais recente nomeia seu personagem como "Lee Eun-mi".